# Сострат Эгинский
Сострат Эгинский (др.-греч. Σώστρατος ὁ Αιγινήτης) — богатейший греческий торговец архаической эпохи.

## Свидетельства и находки
Геродот упоминает Сострата в связи с плаванием самосца Колея, первым из греков оказавшегося в Тартессе, благодаря чему он со спутниками выручил за привезенные товары больше, чем кто-либо из греков, «исключая, конечно, Сострата, сына Лаодаманта, эгинца (с ним-то ведь никто другой в этом не может состязаться)».
Никаких хронологических указаний Геродот не дает, так как в его время о Сострате, вероятно, были наслышаны все афиняне.
До недавнего времени иных сведений об этом купце не было, пока археологи в 1970 году не обнаружили в Грависке, гавани Тарквиний, каменный якорь с надписью Ἀπό/λον/ος Αἰ/γινά/τα ἐμ/ί, Σόστ/ρατος / ἐποίε/σε hο («Я (принадлежу) Аполлону Эгинскому. Меня сделал Сострат, сын…)», описанный в том же году М. Торелли, предположившим, что камень представляет собой часть конусовидной колонны Аполлона, и в 1974—1975 годах М. Гвардуччи и П. А. Джанфроттой, который установил его дeйствительное назначение. По особенностям архаического эгинского алфавита исследователи датировали находку концом VI века до н. э. и связали ее с геродотовским Состратом.
Имена Сострата и Лаодаманта (возможно, деда и отца Сострата Эгинского) были найдены в Египте; эта семья вела торговлю в Навкратисе, куда ввозила амфоры. При раскопках в Этрурии в слое архаического периода также были найдены сосуды с эгинскими буквами «SO», предположительно, они служили емкостями для товара, поставлявшегося Состратом или его семьей. Вероятно, такие торговцы как Сострат происходили из господствующего класса.